# 冯石
冯石（?—?），东汉大臣。冯鲂之孙，汉明帝之女获嘉长公主与冯柱的儿子。袭母公主封，被封为获嘉侯，为侍中，深得漢安帝的宠信。先后担任卫尉、光祿勳，接替杨震为太尉。延光四年（125年）三月，汉安帝驾崩，刘懿即位，冯石迁太傅，与太尉刘喜参录尚书事。十一月，汉顺帝即位，冯石、刘喜以阎显、江京等一党而策免，复为卫尉。其子冯世、冯承。

## 传记文献
- 《后汉书》卷三十三·朱冯虞郑周列传第二十三

1. ↑  《後漢書》卷5：〔建光元年九月〕戊子，幸衛尉馮石府。